# Reithrodontomys montanus
Reithrodontomys montanus is een zoogdier uit de familie van de Cricetidae. De wetenschappelijke naam van de soort werd voor het eerst geldig gepubliceerd door Baird in 1855.